# Панайот Кършовски
Вижте пояснителната страница за други личности с името Кършовски.
Панайот Савов Кършовски е български журналист, бележит историограф на град Елена

## Биография
Панайот Кършовски е роден в Елена в 1870 година, в семейството на известния революционер Сава Кършовски. Женен за Алис Кършовска от Швейцария. Кършовски издава илюстрованото домакинско списание „Българка“ от 1898 до 1904 година. Кършовски е редактор на вестник „Еленска защита“ от 1926 до 1941 година - обществено, политико-книжовен вестник, както и библиотека за миналото на града.
Кършовски е активист на Македоно-одринската организация. През лятото на 1900 година е делегат от Ловешкото македоно-одринско дружество на Седмия македоно-одрински конгрес.
Тленните останки на Панайот Кършовски почиват в двора на църквата „Успение Богородично“ в град Елена.